# Letní paralympijské hry 1976
Letní paralympijské hry 1976, oficiálně V. letní paralympijské hry (také Torontolympiad - 1976 olympiády pro tělesně postižené, francouzsky Les Vème Paralympiques d'été), se konaly v kanadském Torontu. Slavnostní zahájení proběhlo 4. srpna 1976, ukončení se pak uskutečnilo 14. srpna 1976.
Československo se paralympiády nezúčastnilo.

## Seznam sportů
| - Lukostřelba - Atletika - Dartchery | - Goalball - Bowls - Vzpírání | - Střelba - Plavání - Stolní tenis | - Volejbal - Basketbal (vozíčkáři) - Šerm (vozíčkáři) - Snooker |

## Pořadí národů
| Pořadí | Země               | Zlato | Stříbro | Bronz | Celkem |
| ------ | ------------------ | ----- | ------- | ----- | ------ |
| 1      | USA                | 66    | 44      | 45    | 155    |
| 2      | Nizozemsko         | 45    | 25      | 14    | 84     |
| 3      | Izrael             | 40    | 13      | 16    | 69     |
| 4      | Západní Německo    | 37    | 34      | 26    | 97     |
| 5      | Spojené království | 29    | 29      | 36    | 94     |
| 6      | Kanada             | 25    | 26      | 26    | 77     |
| 7      | Polsko             | 24    | 17      | 12    | 53     |
| 8      | Francie            | 23    | 21      | 14    | 58     |
| 9      | Švédsko            | 22    | 27      | 24    | 73     |
| 10     | Rakousko           | 17    | 16      | 17    | 50     |